# Bernhard Ankermann
Bernhard Ankermann (Tapiau, 1859 – Berlino, 1945) è stato un etnologo tedesco.
Elaborò durante la sua permanenza in Africa un metodo di classificazione basato sulla teoria dei cicli naturali, riprendendo un'idea di Leo Frobenius. 
Membro della scuola di Vienna di Etnologia, cui facevano parte Fritz  Graebner e Wilhelm Schidt, Bernhard Ankermann, nel 1915-1916 ha sostenuto l'opinione che tutti totemismi, indipendentemente da dove si trovano, contenessero strutture comuni attorno alle quali si sviluppavano nuove forme. Durante i suoi studi in Africa avanzò l'ipotesi che queste strutture comuni si manifestassero nelle credenze come legame tra i gruppi sociali e la natura. L'antropologo vedeva in questo collegamento un sentimento di unità, anticipando la tesi diffusionista. Ankermann arriva alla conclusione che idee, riti magici e riti collegati ai simboli degli animali sono un'unica cosa con il totemismo in una forte unità inscindibile. 
La struttura ipotizzata da Ankermann, che basa sul concetto di "sentimento", come annullamento della paura del vivere lo spazio naturale, crea un rapporto di intima unione tra l'animale e l'uomo. Questo sentimento, scevro dalle implicazioni magiche, proietta l'uomo nella condizione totemica, ovvero di fratellanza tra l'animale e l'essere umano.
Questa tesi sarà poi approfondita da Claude Levi-Strauss.

## Opere
- Die Afrikanischen Musikinstrumente. 1901.
- Kulturkreise und Kulturschichten in Afrika. 1905.
- Verbreitung und Formen den Totemismus in Afrika. 1915.
- Ostafrik (Das Eingeborennenrecht). 1929